# Le Mesnil-Eury
 Le Mesnil-Eury  es una población y comuna francesa, situada en la región de Baja Normandía, departamento de Mancha, en el distrito de Saint-Lô y cantón de Marigny.

## Demografía
| 194 | 179 | 173 | 182 | 167 | 150 |
| Para los censos de 1962 a 1999 la población legal corresponde a la población sin duplicidades (Fuente: INSEE [Consultar]) |     |     |     |     |     |